# Sonthi Boonyaratglin
Le général Sonthi Boonyaratglin (สนธิ บุญยรัตกลิน), né le 2 octobre 1946 à Pathum Thani, est un militaire et homme d'État thaïlandais commandant en chef de l'armée royale thaïlandaise. Il est le premier musulman à obtenir ce poste dans une armée composée majoritairement de bouddhistes.

## Carrière
Ancien lieutenant-général et commandant d'une unité d'élite, Sonthi Boonyaratglin fut promu assistant du commandant en chef de l'armée en 2004. Devenu à son tour commandant en chef, ses pouvoirs exécutifs furent élargis afin qu'il puisse rétablir l'ordre dans le sud du pays, victime de violences terroristes quasi quotidiennes.
Devant l'inquiétude de plusieurs partis d'oppositions voyant le pouvoir croissant du général Boonyaratglin, celui-ci prit la parole à plusieurs reprises et assura que l'armée n'interférerait pas dans la crise politique qui secoue le pays depuis plusieurs années. Le 13 septembre 2006, il déclarait : « La situation politique s'est-elle suffisamment détériorée pour organiser un coup d'État ? Je ne le pense pas. Il y a de la marge de manœuvre dans le cadre du système démocratique » ; le 14, il ajouta : « Nous devons avoir confiance les uns dans les autres. Les rumeurs (de coup d'État) visent à diviser le pays (...) L'unité est ce dont notre pays a besoin. Nous devons donc arrêter de parler de coup d'État (...) C'est impossible. ». Le même jour, Prommin Lertsuridej, secrétaire général du premier ministre, déclara à la presse qu'il existait une possibilité que certains militaires fomentent un coup d'État ou une tentative d'assassinat contre le premier ministre.
Le 19 septembre 2006, Boonyaratglin lance un coup d'État militaire et renverse le gouvernement thaïlandais. Le premier ministre, Thaksin Shinawatra, en visite officielle à l'assemblée générale des Nations unies à New York, limoge le général et décrète l'état d'urgence. Quelques heures après le début de l'opération, un général impliqué dans le putsch déclare à la presse : "Les forces armées thaïlandaises dirigées par le général Sonthi Boonyaratglin ont renversé le gouvernement du Premier ministre Thaksin Shinawatra et imposé la loi martiale". Selon le Bangkok Post, les putschistes se présenteraient comme le Conseil de la Réforme Démocratique.
Le général à la retraite Surayud Chulanont, ancien commandant en chef de l'armée, a été nommé premier ministre par intérim par le roi et une constitution provisoire a été proclamée le 1er octobre. Le chef de la junte militaire organisatrice du coup d'État, le général Sonthi Boonyaratglin, est nommé vice-premier ministre. Après un référendum et des élections ramenant au pouvoir des anciens partisans de Thaksin, il quitte ses fonctions et retourne à la vie militaire.